# U-Bahnhof Riemke Markt
Der U-Bahnhof Riemke Markt ist eine Tunnelstation der Stadtbahn Bochum in der kreisfreien Stadt Bochum. Sie ist die zentrale Haltestelle des Bochumer Stadtteils Riemke.
Der Bahnhof wurde 1989 eröffnet. Die Rohbaulänge betrug 814 m. An den Tunnelwänden in der Fahrebene sind acht großflächige Fotos des Riemker Marktes abgebildet.

## Lage und Aufbau
Der U-Bahnhof befindet sich im Zentrum von Riemke unter der Herner Straße. Er besitzt zwei Ausgänge. Der südliche führt zur Moritzstraße und der nördliche zum namensgebenden Markt. Dieser Ausgang bietet durch eine Aufzugsanlage einen barrierefreien Zugang zum Mittelbahnsteig.
Er liegt etwa 590 Meter südlich des U-Bahnhofs Rensingstraße und etwa 940 Meter nördlich vom U-Bahnhof Zeche Constantin.
Der U-Bahnhof verfügt über eine Kehranlage, da ab hier in der Hauptverkehrszeit das Fahrplanangebot in Richtung Bochum-Innenstadt – Ruhr-Universität – Hustadt verdichtet wird.

## Linien
Der U-Bahnhof wird durch die in Nord-Süd-Richtung verlaufende normalspurige Linie U35 der Stadtbahn Bochum zwischen Bochum und Herne bedient.
| Linie | Verlauf / Anmerkungen | Takt (Mo–Fr)              |
| ----- | --- | ------------------------- |
| U 35  | U Herne, Schloß Strünkede1 – U Herne Bf – U Herne Mitte – U Archäologie-Museum/Kreuzkirche – U Hölkeskampring – U Herne, Berninghausstraße – U Bochum, Rensingstraße – U Riemke Markt2 – U Zeche Constantin – U Feldsieper Straße – U Deutsches Bergbau-Museum – U Bochum Rathaus (Nord) – U Bochum Hbf – U Oskar-Hoffmann-Straße – U Waldring – Wasserstraße – Brenscheder Straße – Markstraße – Gesundheitscampus – Ruhr-Universität – Lennershof BO – Bochum Hustadt (TQ)3 Die Linie U 35 heißt auch „CampusLinie“ | 10 min (1–2) 05 min (2–3) |

Riemke Markt ist die zentrale Haltestelle Bochum-Riemkes. Daher bestehen Umsteigebeziehungen zu den Omnibuslinien 354, 366 und 385. Diese werden wie die U35 von der Bogestra betrieben.
| Linie | Verlauf | Takt (Mo–Fr) |
| ----- | --- | ------------ |
| 354   | (Bochum-Riemke, Zillertal – Rensingstraße ) / Keplerweg – Riemke Markt – Planetarium – Bochum Hbf – Oskar-Hoffmann-Str. – Haupteingang Bergmannsheil – Weitmar – Sundern                                               | 30 min       |
| 366   | Bochum-Langendreer Luchsweg – BO-Langendreer West – Werne – Ruhr-Park – Kirchharpen – Rosenberg – Hiltrop Kirche – Riemke Markt – Riemke Bf                                                                            | 60 min       |
| 385   | Gelsenkirchen Hbf – Gelsenkirchen-Neustadt – Ückendorf – Herne-Röhlinghausen Markt – Eickel Kirche – Bochum-Hofstede, Hannibal Einkaufszentrum – Riemke Markt – (Rensingstraße – Bochum-Riemke, Zillertal) / Keplerweg | 30 min       |